# Indotek Group
Az Indotek Group Magyarország egyik vezető  befektetéskezelő cégcsoportja. A magyar-amerikai tulajdonban működő cégcsoport, fő tevékenységeként, a rá bízott vagyont elsősorban ingatlanok és követelések megvásárlására fordítja. Üzleti tevékenysége eredményeként az Indotek Group meghatározó szereplő  a B és C kategóriás kereskedelmi ingatlanok magyarországi piacán.

## Cégtörténet
Az Indotek Group elődjét 1997-ben alapította az akkor 21 éves Jellinek Dániel Kevin&Thorn Bt. néven. A vállalkozás fő tevékenysége üzletviteli tanácsadás, válságmenedzsment és turnaround management volt. Egy évvel később került sor a Kevin&Thorn Arbitrázs Rt. megalapítására, majd a csoport 1999-ben felvette az Indotek nevet.
A társaság üzleti stratégiájára a kezdetektől jellemző volt a hosszú távú szemlélet; megbízási díj helyett például sok esetben kisebbségi részesedést kért azokban a vállalkozásokban vagy ingatlanokban, amelyeknek működtetését segítette. 
A 2000-es évek elején végbement ingatlanpiaci áremelkedésnek köszönhetően a cégcsoport néhány évvel később már több tízmillió euró értékű ingatlanportfóliót kezelt, majd ennek jó részét 2006-2007 folyamán, közvetlenül a világgazdasági válság kitörését megelőzően, értékesítette. Ennek köszönhetően az ingatlanpiac visszaesését – a piaci szereplők többségével szemben – az Indotek Group jelentős szabad tőkét felhalmozva tudta átvészelni.
Az Indotek Group fő tulajdonosaként Jellinek Dániel 2009-ben úgy döntött, hogy a cégcsoport tulajdonának egyharmadát egy amerikai befektető partnernek, a Bohemian Groupnak értékesíti. Az amerikaiak nem sokkal később jelentős tőkeemelést hajtottak végre a csoportban.
Az Indotek Group tevékenységét vezérigazgatóként és többségi tulajdonosként Jellinek Dániel irányítja, akinek munkáját egy hétfős management board támogatja.

## Eredmények
Az Indotek Group jelenleg piacvezető a B és C kategóriás kereskedelmi ingatlanok magyarországi piacán. A több mint 460 főt foglalkoztató cégcsoport  több mint 300 ingatlan felett rendelkezik. A beépített és bérbe adható ingatlan terület nagysága összességében meghaladja a 2,1 millió négyzetmétert, amelyen több mint 4000 bérlő osztozik.
Az Indotek Group több saját fejlesztésű lakóparkprojekttel jelen van a lakossági ingatlanpiacon is.
A követeléskezelési piacon a csoport elsődleges tevékenysége az ingatlanokkal fedezett vállalati követelések megvásárlása és az ezekkel kapcsolatos workout tevékenység.
Az általa menedzselt ingatlantranzakciók száma mára meghaladja az ötszázat. Az Indotek Group ingatlanportfóliójába tartozik – egyebek mellett – 40 irodaház, például az EMKE irodaház vagy a Dohány utcai Focus Point Irodaház, 40 fővárosi és vidéki bevásárló központ, több szálloda és számtalan raktár épület és ipar terület. A csoport 2020-ig kezelte a volt Csepel Művek ipari ingatlanjainak jelentős részét is.
Indotek Group 2014-ben kezdte el portfóliója kibővítését a kereskedelmi ingatlanok piaca felé. Az elmúlt időszak akvizíciónak eredményeképpen a társaságcsoport immár 40 bevásárlóközpont működtet Magyarországon, amelyek kivétel nélkül Budapesten vagy megyei jogú vidéki városokban található több ezer vagy tízezer négyzetméter alapterületű kereskedelmi létesítmények. Köztük van mások mellett a székesfehérvári Alba Plaza, a Szeged Plaza és a zalaegerszegi Zala Plaza. 2019-ben a vállalatcsoport átlépte a magyar határt és első külföldi befektetéseként megvette, a marosvásárhelyi Promenada Targu Mures bevásárlóközpontot.
Az Indotek Group 2019-ben megvásárolta a Gellért Szállót, a Sofitel Hotel Chain Bridge szállót, valamint 2020 januárjában az ország harmadik legnagyobb alapkezelőjét, a Diófa Alapkezelőt is. A Diófa Alapkezelőt tulajdonló Tarragona Holding Zrt. értékesítéséről az Indotek Group 2022 márciusában írt alá üzletrész-adásvételi szerződést a BDPST Capital Zrt.-vel.
Az egyes ingatlanok kezelésére a társaságcsoport önálló projekt társaságokat vagy alapokat hozott létre, így összességében mintegy 150 ingatlankezelő leányvállalat tartozik az Indotek Group-hoz.
2020 májusában egy tőzsdén kívüli ügylet során 24 százalékos részvénycsomagot vásárolt a Budapesti Értéktőzsdén jegyzett Appeninn Nyrt.-ben.
A cégcsoport 2020 októberében jelentette be, hogy az érdekeltségébe tartozó Trevelin Holding Zrt. megállapodást kötött a Mid Europa Partners-szel a Waberer’s International Nyrt. részvényeinek 24 százalékos megvásárlásáról, majd ugyanezen év decemberében a társaság tovább növelte részesedését 6,99 százalékkal, 30,99 százalékra.
Az Indotek Group jelenleg 13 országban van jelen. 

## Társadalmi szerepvállalás
Az Indotek Group felelős vállalatként – üzletpolitikájával összhangban – a fenntarthatóságot egy olyan értékteremtési folyamatként értelmezi, mellyel az alacsony értékkel bíró létesítményekből képes minőségi ingatlanokat teremteni. Ugyanez az értékteremtő gondolkodásmód érvényesül az általa támogatott társadalmi programok esetében is, amelyekkel az emberekben rejlő pozitív értékeket kívánja erősíteni. A vállalat kiemelt támogatási területként kezeli a fiatalok oktatását, ezen belül is a tehetséggondozást, a hátrányos helyzetű diákok oktatását, életminőségének javítását. Ezen a területen ösztöndíj programot hozott létre a Milestone Intézettel, valamint támogatja a Szabó Kálmán Tehetségprogramot. A fiatalabb generáció kiemelkedő szakmai teljesítményeit az Év Ingatlanpiaci Tehetsége Díjjal jutalmazzák a Portfolio Csoporttal közösen. A vállalat a gyermekek oktatása mellett célként tűzte ki a nők és férfiak egyéni és társadalmi megerősítését, melynek jegyében a NANE, Bátor Tábor és az Unicef programjait támogatja jelentősebb összeggel, illetve 2021-től kiemelt támogatója a Social Impact Awardnak is. A cégcsoport jövőbeni tervei között szerepel az üzleti inkubáció finanszírozása is.

## Cégcsoport tagjai
Az Indotek Befektetési Zrt. tölti be a holdingcég szerepét az Indotek Group-on belül, pénzügyi ellenőrzést gyakorolva a csoport jogilag önálló leányvállalatai felett.
Az Indotek Investments Alapkezelő Zrt. az Indotek Group befektetési alapok kezelésével foglalkozó divíziója. Üzletpolitikája szerint kizárólag zárt körű alapokat kezel. Fő stratégiája, hogy kifejezetten olyan ipari, iroda- és kereskedelmi ingatlanokat vásárol, amelyek értékteremtésre nyújtanak lehetőséget hasznosítás, átstrukturálás, újrapozicionálás útján. Ezek lehetnek gondosan kiválasztott nyílt piaci tranzakciók is, amelyek mellett a társaság felszámolásokhoz és banki stresszhelyzetekhez kapcsolódóan is rendszeresen hajt végre akvizíciókat.
A Bohemian Financing Zrt. pénzügyi vállalkozásként egyrészt a cégcsoport belső likviditásmenedzsmentjéért felel, másrészt ez a vállalat rendelkezik a szükséges jogosítványokkal követelések üzletszerű vásárlásához és kölcsönnyújtáshoz. Utóbbi tevékenységet a társaság erősen szelektív módon, ingatlanfedezet mellett végzi, kizárólag vállalati ügyfelek részére.
Az In-Management Kft. feladata a cégcsoporthoz tartozó ingatlanok üzemeltetése és értékesítése. Az In-Management Kft.-t, kiterjedt portfóliójának köszönhetően, az üzemeltetési szektor egyik vezető szereplőjeként tartják számon Magyarországon.
Az Indotek Lízing Zrt. az Indotek Grouptól kockázatilag elkülönülő részvénytársaság, amely kizárólag devizabelföldi gazdasági társaságok és egyéb jogi személyek számára nyújt pénzügyilízing-szolgáltatást ingatlanok vonatkozásában.
A Reconcept Befektetési és Tanácsadó Kft. 2010 óta foglalkozik vállalati pénzügyekkel, üzleti átszervezéssel; a magyar piacon egyedülállóan, a válságba jutott és működési nehézségekkel küzdő, de megmenthető vállalkozások összetett pénzügyi problémáira segít hosszú távú, hatékony megoldásokat találni.

## Cégadatok
Indotek Befektetési Zrt.:
Hivatalos elnevezés: INDOTEK Befektetési Zártkörűen Működő Részvénytársaság
Székhely: 1133 Budapest, Váci út 110. 
Cégjegyzékszám: 01-10-043632
Nyilvántartó cégbíróság: Fővárosi Bíróság mint Cégbíróság
Adószám: 12320642-2-42
Közösségi adószám: HU12320642 
Indotek-Investments Zrt.:
Hivatalos elnevezés: Indotek-Investments Alapkezelő Zártkörűen Működő Részvénytársaság
Székhely: 1133 Budapest, Váci út 110. 
Cégjegyzékszám: 01-10-046313
Nyilvántartó cégbíróság: Fővárosi Bíróság mint Cégbíróság
Adószám: 14678587-2-42
Közösségi adószám: HU14678587 
Bohemian Financing Zrt.:
Hivatalos elnevezés: Bohemian Financing Zártkörűen Működő Részvénytársaság
Székhely: 1133 Budapest, Váci út 110.
Cégjegyzékszám: 01-10-047030
Nyilvántartó cégbíróság: Fővárosi Bíróság mint Cégbíróság
Adószám: 23333772-2-42
Közösségi adószám: HU23333772. 
In-Management Kft.:
Hivatalos elnevezés: In-Management Ingatlan-üzemeltető Korlátolt Felelősségű Társaság
Székhely: 1043 Budapest, Aradi utca 16-20
Cégjegyzékszám: 01-09-680643
Nyilvántartó cégbíróság: Fővárosi Bíróság mint Cégbíróság
Adószám: 11870869-2-41
Közösségi adószám: HU11870869 
Indotek Lízing Zrt.
Hivatalos elnevezés: Indotek Lízing Zrt.
Székhely: 1133 Budapest, Váci út 110.
Cégjegyzékszám: 01-10-046854
Nyilvántartó cégbíróság: Fővárosi Bíróság mint Cégbíróság
Adószám: 23041352-2-42
Reconcept Befektetési és Tanácsadó Kft.
Hivatalos elnevezés: Reconcept Befektetési és Tanácsadó Korlátolt Felelősségű Társaság
Székhely: 1074 Budapest, Dohány utca 12-14.
Cégjegyzékszám: 01-09-932078
Nyilvántartó cégbíróság: Fővárosi Bíróság mint Cégbíróság
Adószám: 11730024-2-42
Közösségi adószám: HU11730024